# Ватутинский сельский совет
Ватутинский сельский совет — входит в состав Нововодолажского района Харьковской области Украины.
Административный центр сельского совета находится в селе Ватутино.

## Населённые пункты совета
- село Ватутино
- село Ольховатка